# See visionS
「See visionS」（シー・ビジョンズ）は、川田まみの10枚目のシングル。2011年2月16日にジェネオン・ユニバーサルから発売された。

## 概要
初回限定盤（GNCV-0029）と通常盤（GNCV-0030）の2種類がリリースされ、前者には「See visionS」のミュージック・ビデオを収録したDVDが封入されている。また、3曲目には6作目のシングル「PSI-missing」のリミックスが収録されている。
表題曲の「See visionS」は、前作「No buts!」と同様にテレビアニメ『とある魔術の禁書目録II』のオープニングテーマとして使用された。また、同楽曲は2011年1月23日にZepp TOKYOにて行われたアニメソング・ライブイベント「DK Anime Complex Fes 2011」で初披露されている。

タイトルの「See visionS」には、“自分のビジョンを見つめ直す”という意味が込められており、川田はこの楽曲について「Aメロはリズムに乗って助走する感じで、サビに向かって空を飛ぶイメージ」だと語っている。また、PVは白と黒を基調としたイメージの異なる2人の川田がいるように仕上がっており、前者と後者はそれぞれ今と未来の川田を表しているという。
なお、川田まみとしては、電撃文庫原作、J.C.STAFF制作によるアニメ作品とのタイアップは、前作「No buts!」に続いて通算9度目となる。売り上げは「No buts!」から3000枚ほど減少し、オリコントップ10に食い込む事は出来なかった。

## 収録曲
1. See visionS [5:26]
作詞：川田まみ／作曲・編曲：井内舞子
  - AT-XおよびUHF系各局放送のテレビアニメ『とある魔術の禁書目録II』後期オープニングテーマ
2. Don't interrupt me [4:16]
作詞：川田まみ／作曲：中沢伴行／編曲：中沢伴行、尾崎武士
3. See visionS  -instrumental-
4. Don't interrupt me -instrumental-
5. PSI-missing  -2011 remix-
作詞：川田まみ／作曲・編曲：中沢伴行